# Gerald Duckworth
Gerald de L'Etang Duckworth (né en 1870, mort le 28 septembre 1937 à Milan en Italie) était un éditeur britannique, demi-frère de Virginia Woolf.

## Biographie
Duckworth était le fils cadet de Herbert Duckworth, un avocat londonien, et de son épouse, née Julia Jackson. Son second prénom, de L'Etang, était le patronyme d'un ancêtre de sa mère, Antoine de L'Étang, page de la reine Marie-Antoinette. Sa mère était la nièce de la photographe Julia Margaret Cameron, à qui elle devait son prénom. Le frère aîné de Gerald Duckworth, Sir George Herbert Duckworth (1868–1934), devint le secrétaire personnel d'Austen Chamberlain. Sa sœur, Stella (1869–1897), épousa John Waller Hills. 
Son père mourut cinq semaines avant sa naissance. Lorsqu'il eut huit ans, sa mère épousa l'écrivain Leslie Stephen, dont elle eut quatre enfants : Vanessa Bell, Thoby Stephen, Virginia Woolf et Adrian Stephen. Des années plus tard, Virginia Woolf accusa George et Gerald d'avoir abusé d'elle et de sa sœur Vanessa Bell quand elle était très jeune.
Gerald Duckworth fit ses études Eton College et à Clare College (Cambridge). 
Le 2 mars 1921, il épousa Cecil Alice Scott-Chad (née en 1891), fille de Charles Scott-Chad, un avocat. Le couple n'eut pas d'enfant.

## Carrière
En 1898, Duckworth fonda une maison d'édition à son nom, « Gerald Duckworth and Company Ltd », dans Henrietta Street, à Covent Garden. Au cours de la première année, il publia un roman court de Henry James, In the Cage ; English Literature and Society in the Eighteenth Century, de Sir Leslie Stephen ; Jocelyn de John Sinjohn, nom de plume de John Galsworthy ; et une traduction du Père d'August Strindberg.
Edward Garnett, le père de David Garnett, fut son conseiller littéraire durant près de vingt ans. La maison publia William Henry Hudson, Charles Montagu Doughty, D. H. Lawrence, Evelyn Waugh, Virginia Woolf (notamment son premier roman, La Traversée des apparences) et la plupart des œuvres d'Edith Sitwell, Osbert Sitwell, et Sacheverell Sitwell. Elle édita aussi l'intégralité des pièces de théâtre de John Galsworthy entre 1909 et 1929. 
En 1929, Galsworthy s'indigna lorsque Duckworth lui demanda de signer la totalité des quelque 1 250 exemplaires d'un tirage limité réunissant ses pièces de théâtre, mais quand Duckworth lui promit une prime de 15 shillings et 9 pence par ouvrage, l'écrivain consulta sa montre et répondit : « Voyons donc combien de temps il me faudra pour gagner 984 livres, 7 shillings et 6 pence. »
Anthony Powell devint le directeur littéraire de Duckworth en 1926, et les éditeurs Judkins & Judkins qui apparaissent dans son roman What's become of Waring? (1939) s'inspirent directement de la maison Duckworth. 
Après la mort de Gerald Duckworth, en 1937, la maison d'édition poursuivit ses activités. Elle fêta son centenaire en 1998, puis connut des difficultés financières en 2003 lors de son rachat par Peter Mayer. Elle continue de publier des livres sous le nom de Duckworth.
Il existe trois portraits de Gerald Duckworth à la National Portrait Gallery de Londres.

## Sources
- (en) Cet article est partiellement ou en totalité issu de l’article de Wikipédia en anglais intitulé « Gerald Duckworth » (voir la liste des auteurs).

## Compléments